# Alessandra Ambrosio

Alessandra Ambrósio năm 2020

Alessandra Corine Ambrósio (phát âm tiếng Bồ Đào Nha: [aleˈsɐ̃dɾɐ ɐ̃ˈbɾɔzju]; sinh ngày 11 tháng 4 năm 1981) là một nữ người mẫu và diễn viên Brasil. Ambrosio nổi tiếng nhờ làm việc cho Victoria's Secret và được chọn là spokesmodel đầu tiên của dòng sản phẩm "PINK". Ambrosio hiện là một trong các Thiên thần của Victoria's Secret và cũng là người mẫu cho các hãng Next, Armani Exchange, Christian Dior, và Ralph Lauren.